# Гонсалес, Матиас
Матиас Гонсалес (исп. Matías González; 6 августа 1925 года — 12 мая 1984 года) — уругвайский футболист, защитник. Чемпион мира 1950 года.

## Биография
На протяжении всей карьеры игрока выступал за клуб «Серро» из Монтевидео. Он также провёл 30 матчей за сборную Уругвая, с 1949 по 1956 год. В 1950 году со своей сборной он стал чемпионом мира по футболу. На победном чемпионате был одним из трёх представителей своего клуба. Но если нападающий Рубен Моран сыграл только в одном, решающем, матче против Бразилии, а защитник Эктор Вильчес так и остался в запасе по ходу турнира, то Матиас Гонсалес играл абсолютно во всех матчах сборной и был одним из ключевых игроков в обороне сборной Уругвая.
Принимал участие в трёх чемпионатах Южной Америки — в 1949, 1953, 1955 годах. Обладатель бронзовых медалей этого турнира в 1953 году.

## Достижения
- Чемпион мира (1): 1950

  - Бронзовый призёр чемпионата Южной Америки (1): 1953